# 蔡道人
蔡 道人（さい どうじん、生没年不詳）は、陳末から隋初にかけての人物。括州楽安県の人。

## 生涯
江南は、東晋以来、刑法が寛大であり、厳格に執行されておらず、世族が寒門庶族の上にあって凌駕していた。隋が陳を平定して以降、婺州の汪文進・越州の高智慧・呉州の沈玄儈は、反乱を起こし、天子を自称し、百官を設けた。楽安の蔡道人・蔣山の李枝・饒州の呉世華・永嘉の沈孝徹・泉州の王国慶・杭州の楊宝英・交州の李春らがいずれも大都督を自称すると、隋の文帝（楊堅）は、楊素を行軍総管に任じ、軍を率いて討伐させた。汪文進は、蔡道人を司空に任じ、楽安を守らせたが、楊素によって汪文進・蔡道人らは皆平定された。